# Landtagswahl in Lippe 1892
Die Landtagswahlen in Lippe fanden im November 1892 statt. Gewählt wurden die 21 Mitglieder des Lippischen Landtags.

## Allgemeines
Die Wahlen fanden für die zweite Klasse am 4. November und für die dritte Klasse am 3. November statt. Die Abgeordneten der ersten Klasse wurden am 5. November gewählt. Die Stichwahl im zweiten Wahlkreis der dritten Klasse fand am 15. November, die Stichwahl im ersten Wahlkreis der zweiten Klasse und die Stichwahl im sechsten Wahlkreis der dritten Klasse fanden am 18. November statt. Im Laufe der Wahlperiode bis 1896 fanden folgende Neuwahlen statt:
- 29. Oktober 1894: Sechster Wahlkreis, Zweite Klasse

Gewählt wurden 21 Abgeordnete in drei Klassen zu je sieben Abgeordneten. Die erste Klasse bildeten die höchstbesteuerten Bürger. In der ersten Klasse war in der Untergruppe A wahlberechtigt, wer mindestens 90 Mark Grundsteuer zahlte. Diese Untergruppe wählte fünf Abgeordnete in zwei Wahlkreisen. Die Untergruppe B umfasste diejenigen, die mindestens 180 Mark Einkommensteuer zahlten und wählte zwei Abgeordnete in zwei Wahlkreisen. Die zweite Klasse bildeten die Steuerzahler mit Grund- und Einkommensteuer von mindestens 36 Mark, die dritte Klasse alle anderen Wahlberechtigten. Die 2. und 3. Klasse wählte in je sieben Ein-Personen-Wahlkreisen.

## Wahlergebnis

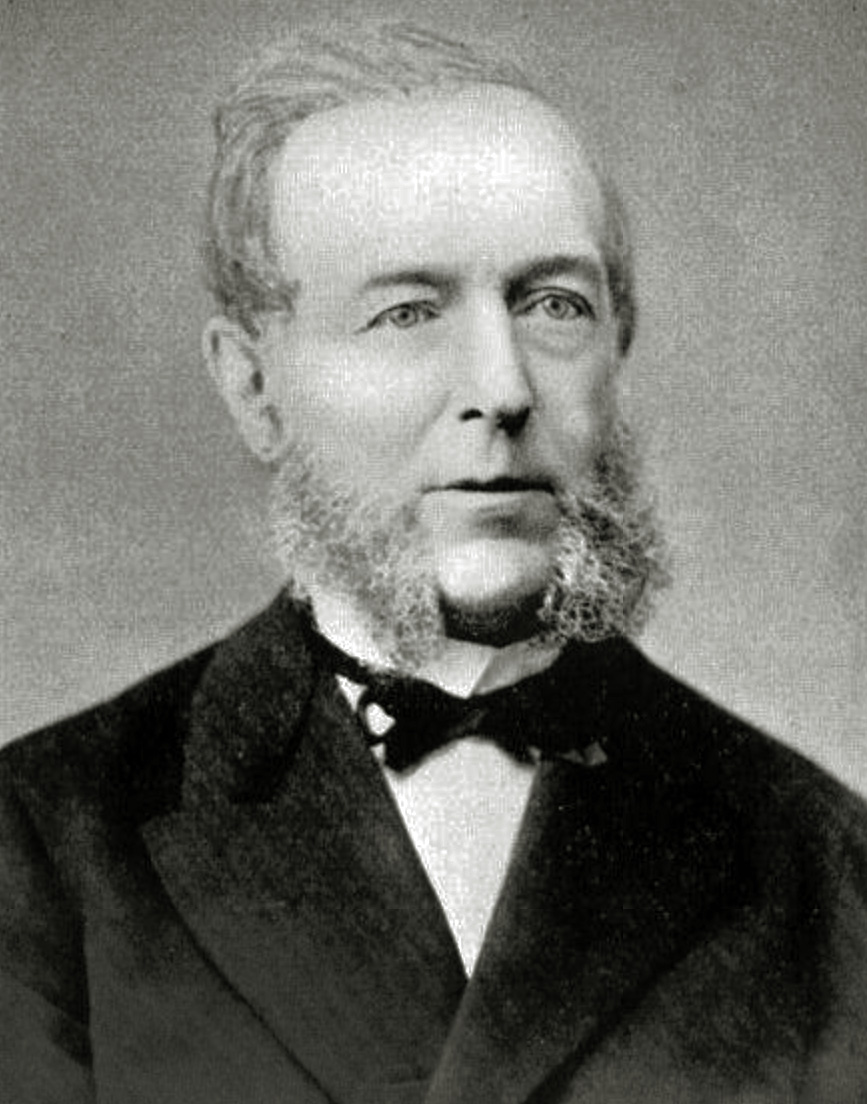
J. H. von Lengerke
August Riekehof-Böhmer
Wilhelm Krieger
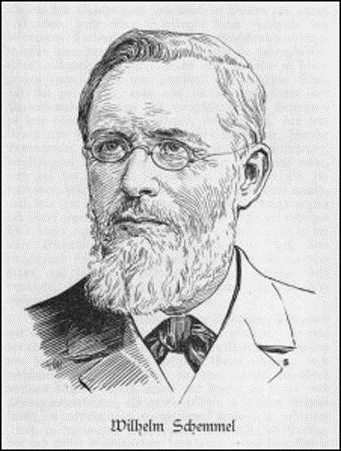
Wilhelm Schemmel
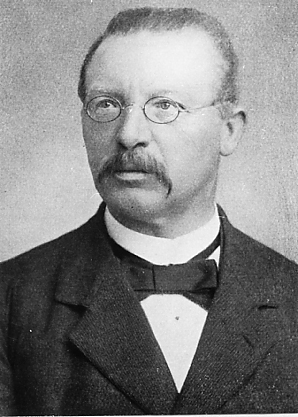
Oskar Asemissen
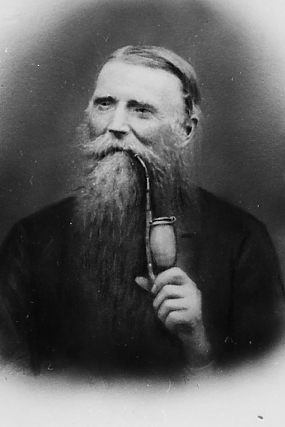
Wilhelm Meier-Jobst

| Klasse    | Wahlkreis               | Wahlberechtigte | Wähler | %      | Abgeordneter                                                       | Partei   | Stimmen | %      |
| --------- | ----------------------- | --------------- | ------ | ------ | ------------------------------------------------------------------ | -------- | ------- | ------ |
| 1. Klasse | 1A                      |                 |        |        | Gutsbesitzer Dr. jur. Johann Heinrich von Lengerke (Gut Steinbeck) |          |         |        |
| 1. Klasse | 1A                      |                 |        |        | Gutsbesitzer Frevert (Milse)                                       |          |         |        |
| 1. Klasse | 1A                      |                 |        |        | Gutsbesitzer Meier (Ohrsen)                                        |          |         |        |
| 1. Klasse | 1A                      |                 |        |        | Gutsbesitzer August Riekehof-Böhmer (Vogelhorst)                   |          |         |        |
| 1. Klasse | 1A                      |                 |        |        | Domänepächter Wilhelm Krieger (Blomberg)                           |          |         |        |
| 1. Klasse | 1B                      |                 |        |        | Landgerichtsrat Martin Bröffel (Detmold)                           |          |         |        |
| 1. Klasse | 1B                      |                 |        |        | Kaufmann Ostmann (Lage)                                            |          |         |        |
| 2. Klasse | I. Wahlkreis            | 330             | 273    | 82,7 % | Spennemann (Lage)                                                  | NLP      | 119     | 43,6 % |
| 2. Klasse | I. Wahlkreis Stichwahl  | ./.             | 262    | 79,1 % | Spennemann (Lage)                                                  | NLP      | 159     | 60,7 % |
| 2. Klasse | II. Wahlkreis           | 272             | 199    | 73,2 % | Lederfabrikant Carl Potthoff (Lemgo)                               | NLP      | 108     | 54,3 % |
| 2. Klasse | III. Wahlkreis          | ca. 195         | 159    | 81,5 % | Gutsbesitzer Friedrich Wilhelm Müssemeier (Müssen)                 | NLP      | 91      | 57,2 % |
| 2. Klasse | IV. Wahlkreis           | 298             | 198    | 66,4 % | Gutsbesitzer Gustav Oberbracht (Siebenhöfen)                       | NLP      | 168     | 84,8 % |
| 2. Klasse | V. Wahlkreis            | 365             | 243    | 66,6 % | Gutsbesitzer Wilhelm Schemmel (Wüsten)                             | Kons.    | 166     | 68,3 % |
| 2. Klasse | VI. Wahlkreis           | 235             | 162    | 68,9 % | Gutsbesitzer Schönlau (Remmighausen)                               | Kons.    | 101     | 62,3 % |
| 2. Klasse | VII. Wahlkreis          | 192             | 164    | 85,4 % | Rittergutsbesitzer von Stietencron (Schötmar)                      | Kons.    | 84      | 51,2 % |
| 3. Klasse | I. Wahlkreis            | 2008            | 669    | 33,3 % | Schmiedemeister Wißmann (Detmold)                                  | Freisinn | 374     | 55,9 % |
| 3. Klasse | II. Wahlkreis           | 2272            | 1145   | 50,4 % | Redakteur Wagener (Lemgo)                                          | Freisinn | 317     | 27,7 % |
| 3. Klasse | II. Wahlkreis Stichwahl | ./.             | 1118   | 49,2 % | Leopold Schnitger (Lemgo)                                          | SPD      | 587     | 52,5 % |
| 3. Klasse | III. Wahlkreis          | 3570            | 1025   | 28,7 % | Ziegeleibesitzer Moritz (Lage)                                     | Freisinn | 643     | 62,7 % |
| 3. Klasse | IV. Wahlkreis           | 3290            | 833    | 25,3 % | Rechtsanwalt Oskar Asemissen (Detmold)                             | Freisinn | 605     | 72,6 % |
| 3. Klasse | V. Wahlkreis            | 3907            | 1093   | 28,0 % | Landwirt Bödeker (Alverdissen)                                     | Freisinn | 657     | 60,1 % |
| 3. Klasse | VI. Wahlkreis           | 2996            | 916    | 30,6 % | Landwirt Wilhelm Meier-Jobst (Leese)                               | Freisinn | 455     | 49,7 % |
| 3. Klasse | VI. Wahlkreis           | ./.             | 1586   | 52,9 % | Landwirt Wilhelm Meier-Jobst (Leese)                               | Freisinn | 972     | 61,3 % |
| 3. Klasse | VII. Wahlkreis          | 3234            | 1174   | 36,3 % | Ziegelmeister Griemert (Retzen)                                    | Kons.    | 687     | 58,5 % |

Im Laufe der Wahlperiode musste Abgeordnetenmandate durch Neuwahlen erneut besetzt werden.
| Datum der Wahl   | Klasse    | Wahlkreis     | Wahlberechtigte | Wähler | %      | Abgeordneter                  | Partei | Stimmen | %      |
| ---------------- | --------- | ------------- | --------------- | ------ | ------ | ----------------------------- | ------ | ------- | ------ |
| 29. Oktober 1894 | 2. Klasse | VI. Wahlkreis | 230             | 171    | 74,3 % | Gutsbesitzer Tielker (Möhren) | Kons.  | 139     | 81,3 % |